# گود (میرجاوه)
گود روستایی در دهستان جون‌آباد بخش لادیز شهرستان میرجاوه استان سیستان و بلوچستان ایران است.

## جمعیت
بر پایه سرشماری عمومی نفوس و مسکن در سال ۱۳۹۵ جمعیت این مکان ۹۸ نفر (۴۰خانوار) بوده‌است.